# Diocus semilunaris
Diocus semilunaris – gatunek widłonoga z rodziny Chondracanthidae. Opisali go w 1966 roku parazytolodzy Zbigniew Kabata i Aleksandr Władimirowicz Gusiew, nadając mu nazwę Parapharodes semilunaris.